# Physikalische Zeitschrift

Titelblatt der ersten Ausgabe

Die Physikalische Zeitschrift (kurz Phys. Z., auch Physik. Z.) war eine von 1899 bis 1945 im S. Hirzel Verlag erscheinende deutsche Fachzeitschrift. Im Jahr 1924 erfolgte die Vereinigung mit dem Jahrbuch der Radioaktivität und Elektronik, welches im Folgenden als Untertitel geführt wurde.

## Charakterisierung
Im Vorwort der ersten Ausgabe, die auf den 1. Oktober 1899 datiert ist, nahm Herausgeber Eduard Riecke eine Zweckbestimmung der neuen Zeitschrift vor und beschrieb insbesondere die intendierte Stellung zu den renommierten Annalen der Physik. Nach seinen Vorstellungen sollte die Physikalische Zeitschrift dem interessierten Leser mit Hilfe von Referaten, Zusammenfassungen und Mitteilungen wissenschaftlicher Gesellschaften einen Überblick über die Forschungslandschaft vermitteln und – anders als die Annalen – nicht nur „zu einem gewissen Abschluss gelangte Untersuchungen“ aufgreifen.
Die Absichten spiegelten sich in den – über die Jahre leicht wechselnden – Inhaltsverzeichnissen der Zeitschrift wider, wenn es dort Rubriken wie Originalmitteilungen, zusammenfassende Berichte, Besprechungen, Nachrichten, Vorankündigungen, Vorträge, Referate, Briefkasten oder Personalien gab.
Es wurden zudem in knapper Form die physikalischen Vorlesungsverzeichnisse deutschsprachiger Universitäten abgedruckt, und es fanden sich Nachrufe auf bedeutende Kollegen, Buchvorstellungen und Grundrisse von Institutsneubauten. Gleichwohl publizierte die Physikalische Zeitschrift von Anfang an ausführliche Abhandlungen, wie sie auch in den Annalen zu finden sind.
Der Umfang der Zeitschrift wuchs schnell an, so dass sich Herausgeber (Eduard Riecke, Hermann Theodor Simon), Redaktion (E. Bose) und Verlag (S. Hirzel) im Dezember 1904 an die Leser wendeten, um für Verständnis für eine Preiserhöhung zu werben. Der Abonnementenpreis von 20 Mark sei für drei Druckbogen kalkuliert worden, und man werde den Preis im Folgenden auf 25 Mark bei vier Druckbogen pro Nummer anheben.

## Erscheinungsweise und Herausgeber
Der erste Jahrgang der Zeitschrift lief vom 1. Oktober 1899 bis Ende September 1900 und wurde von E. Riecke (Göttingen) und H. Th. Simon (Frankfurt) herausgegeben. Simon übernahm auch die Redaktion. Es erschienen 52 Hefte („Nummern“) mit jeweils 16 Seiten Umfang. Bereits im ersten Jahr wurden Beiträge renommierter Wissenschaftler wie Max Abraham, Ludwig Boltzmann, Friedrich Paschen, Augusto Righi, Ernest Rutherford und Wilhelm Wien veröffentlicht. Ab 1909 veröffentlichte auch Albert Einstein einige Arbeiten – beispielsweise über Relativitätstheorie und Quantenphysik.
Ab dem dritten Jahrgang 1902 erschienen unterschiedlich viele Hefte pro Jahr mit 32 oder mehr Seiten. Häufig waren es 25 Nummern, die 14-täglich erschienen. Der fünfte Jahrgang 1904 umfasste erstmals ein Kalenderjahr. Nach E. Bose (1904) und F. Krüger (1909) übernahm am 1. Juli 1913 Hans Busch die Redaktion.
1915 wurde Riecke mit Peter Debye ersetzt, die Redaktion teilten sich Busch, Max Born und Simon. Da Busch und Born zum Kriegsdienst eingezogen wurden, übernahm Simon zum 1. Januar 1916 wieder allein die Redaktion, die fortan als Schriftleitung bezeichnet wurde. Im Jahr 1924 erfolgte die Vereinigung mit dem Jahrbuch der Radioaktivität und Elektronik, welches im Folgenden als Untertitel geführt wurde.
Im Jahre 1919 wurde Debye alleiniger Herausgeber, zum 22. Jahrgang 1921 kam Max Born hinzu, der 1924 von Friedrich Harms (1876–1946) abgelöst wurde. Von 1931 bis 1945 war Debye wieder alleiniger Herausgeber, ab 1934 unter „Mitwirkung der Physikalisch-Technischen Reichsanstalt“.
Als letzte Ausgabe erschienen in einem gemeinsamen Heft die Nummern 16–18 des 45. Jahrgangs, als Redaktionsschluss ist in der Vorausgabe der 15. Januar 1945 vermerkt. Anders als zuvor ist bei diesem letzten Heft kein genaues Veröffentlichungsdatum mehr genannt, sondern lediglich „im Februar 1945“ vermerkt.